# Свети Никола (Пустец)
Вижте пояснителната страница за други значения на Свети Никола.
„Свети Никола“ (на албански: Shën Nikolla) е православна скална църква в Албания, на около 3,5 километра северно от село Пустец. Намира се в местността Накол, в подножието на скалист район. От старата живопис са запазени само фрагменти. Образът на патрона Свети Никола е нарисуван наново в XIX век.